# Вол (река)
Вол (Полдневой Вол) — река в Ветлужском районе Нижегородской области России. Устье реки находится в 352 км по правому берегу реки Ветлуги. Длина реки составляет 97 км, площадь водосборного бассейна — 1540 км². Крупный населённый пункт на реке — рабочий посёлок имени М. И. Калинина (2421 житель).

## Данные водного реестра
По данным государственного водного реестра России относится к Верхневолжскому бассейновому округу, водохозяйственный участок реки — Ветлуга от города Ветлуга и до устья, речной подбассейн реки — Волга от впадения Оки до Куйбышевского водохранилища (без бассейна Суры). Речной бассейн реки — (Верхняя) Волга до Куйбышевского водохранилища (без бассейна Оки).
Код объекта в государственном водном реестре — 08010400212110000042444.

### Притоки (км от устья)
- 9 км: река Чернуха (лв)
- 11 км: река Колбиха (лв)
- 18 км: река Нужна (лв)
- 36 км: река Туранка (лв)
- 50 км: река Черемиска (пр)
- 55 км: река Солоница (лв)
- 67 км: река Вывож (Высож) (лв)
- 80 км: река Тумбас Средний (лв)
- 87 км: ручей Ночной Вол (лв)